# Fausses Manœuvres
Fausses Manœuvres (The Corbomite Maneuver) est le dixième épisode de la première saison de la série télévisée Star Trek. Troisième épisode à avoir été produit, il fut diffusé pour la première fois le 10 novembre 1966 sur la chaîne américaine NBC.
L'équipage de l'Enterprise se retrouve face à un étrange cube flottant dans l'espace qui l'empêche d'avancer. Après l'avoir fait exploser, ils vont se retrouver menacés par un être belliqueux nommé Balock, le commandant d’un vaisseau stellaire se réclamant de la Première Fédération.

## Distribution

### Acteurs principaux
- William Shatner : James T. Kirk (VF : Yvon Thiboutot)
- Leonard Nimoy : Spock (VF : Régis Dubost)
- DeForest Kelley : Leonard McCoy (VF : Michel Georges)
- George Takei : Hikaru Sulu (VF : Daniel Roussel)
- Nichelle Nichols : Nyota Uhura (VF : Arlette Sanders)
- James Doohan : Montgomery Scott (VF : Julien Bessette)
- Grace Lee Whitney : Janice Rand

### Acteurs secondaires
- Clint Howard : Balok
- Anthony Call : lieutenant Bailey (VF : Hubert Noël)
- Walker Edmiston : voix de Balok (VF : Jean-Claude Robillard)
- Ted Cassidy : voix de la marionnette de Balok
- Eddie Paskey : lieutenant Leslie
- Bill Blackburn : lieutenant Hadley
- Frank da Vinci : homme d'équipage
- Ron Veto : homme d'équipage
- Sean Morgan : homme d'équipage
- Mittie Lawrence : Femme d'équipage
- Ena Hartman : Femme d'équipage
- Gloria Calomee : Femme d'équipage
- Bruce Mars : homme d'équipage
- John Gabriel : homme d'équipage
- Jonathan Goldsmith : homme d'équipage

## Résumé
L’USS Enterprise explore une région de l’espace non encore répertoriée par la Fédération. Alors qu’ils sont en train de photographier et de cartographier la zone, le vaisseau rencontre un étrange cube. Cette balise semble être un objet solide qui se déplace sans relâche. Quand ils tentent de lui échapper, la balise commence à émettre des radiations mortelles, forçant l’Enterprise à la détruire pour se sauver d’une situation fatale.
Le vaisseau continue son voyage en direction de l’origine de la balise. Puisque leur nouvelle mission est de découvrir de nouvelles civilisations, Kirk espère rencontrer ceux qui ont envoyé ce cube. C’est ce qui arrive, un énorme vaisseau se rapproche de l’Enterprise  le « Fesarius », vaisseau amiral de la « Première Fédération ». L’Enterprise est saisi par un puissant rayon tracteur et son capitaine, une créature dénommée Commandeur « Balok », informe que l’équipage sera détruit.
Kirk et Balok s’engagent alors dans un duel psychologique, un jeu du chat et de la souris. Kirk tente un coup de poker et prévient Balok qu’il détruira son vaisseau, emportant le Fesarius dans sa perte, grâce à un composant qui protège tous les vaisseaux de la Fédération : la corbomite. Évidemment, cette substance extraordinaire est une pure invention de Kirk, mais Balok mord à l’hameçon. Un petit vaisseau se détache du Fesarius et prend la fuite. L’Enterprise parvient à s’échapper, puis neutralise le petit vaisseau. Une fois téléporté à bord, l’équipage découvre le véritable Balok et ses intentions. C'est un être seul, faible et chétif, qui voulait uniquement tester les Humains pour évaluer leur comportement actuel.
Finalement, Kirk, McCoy et le lieutenant Bailey partagent un verre de « tranya », la boisson favorite de Balok. Bailey décide de rester avec Balok pour un échange culturel.

## Autour de l'épisode
- Dans l'ordre de production des épisodes, Fausses Manœuvres marquait la première apparition du Docteur Leonard Horatio McCoy (DeForest Kelley), médecin-chef à bord de l’Enterprise. Kirk lui donne le sobriquet amical de « Bones », qu'on pourrait traduire par « tas d’os » ou « vieille carcasse ».
- C’est aussi la première apparition de Janice Rand (Grace Lee Whitney), la yeoman attitrée de Kirk.
- Fausses Manœuvres est un épisode qui marquera les futures séries en instaurant les fameux « coups de bluff » des officiers de Starfleet. Kirk inaugure ici la « manœuvre corbomite » visant à faire croire à un ennemi qui vous tient à sa merci que l’on possède une arme absolue capable de le détruire instantanément, chose qu'il réutilisera dans l'épisode Les Années noires (saison 2). L'Hologramme Médical d'Urgence de Star Trek: Voyager lui rendra hommage, dans l'épisode Des désirs pour des réalités (saison 6, épisode 4).
- C’est le premier contact établi avec la Première Fédération.
- Kirk ne se réfère pas encore à Starfleet ou à la Fédération des planètes unies et présente l'USS Enterprise comme un navire de la Terre Unie.
- Uhura porte l’uniforme doré lors de cet épisode, ainsi que dans le suivant Trois Femmes dans un vaisseau, avant de porter définitivement l’uniforme rouge.

## Production

### Écriture
Fausses Manœuvres est le premier épisode à avoir été produit lorsque NBC donna son feux vert pour produire une saison entière de Star Trek. Cela en fait le troisième épisode de la série qui soit produit après les deux pilotes : The Cage et Où l'homme dépasse l'homme. En mars 1966, le scénariste Jerry Sohl est engagé pour écrire l'épisode sous le titre provisoire de Danger Zone. La première version du scénario est datée du 21 avril 1966, mais se verra de nombreuses fois modifiées par le producteur Gene Roddenberry et sa version finale est livrée le 23 mai 1966. La première version du script ne mentionnait pas Uhura et il ne figurait pas les allusions aux jeux de société ainsi que plusieurs détails.

### Décors et accessoires
On remarquera le changement de costumes et de décors par rapport aux deux précédents pilotes. En effet, le studio avait demandé à rendre les décors, costumes et accessoires plus colorés, comme cela se faisait couramment à la fin des années 1960, période où la télévision en couleurs prenait son essor. D’où la naissance des fameux uniformes Starfleet créés par William Ware Theiss : de couleurs dorées pour les officiers de commandement, bleus pour les officiers scientifiques et médicaux, puis rouges pour la sécurité et l’ingénierie. On peut cependant apercevoir sur la passerelle quelques figurants portant les uniformes de The Cage et Où l'homme dépasse l'homme.

### Casting
Primitivement, le rôle de Balok devait être joué par l'acteur Michael Dunn mais Gene Roddenberry se dit qu'il serait bien plus bizarre et étonnant d'avoir un enfant avec une voix d'adulte. Clint Howard était un enfant star dans les années 1960, vedette de la série Mon ami Ben. Il est aussi connu pour être le frère de Ron Howard (Richie Cunningham dans Happy Days et réalisateur d’Apollo 13). Dans l'idée de départ, celui-ci devait avoir le crâne chauve mais la famille s'opposa à cette idée et il porte une prothèse en plastique. Clint Howard jouera aussi dans deux séries dérivées de Star Trek Star Trek: Deep Space Nine et Star Trek: Enterprise l'épisode Acquisition où il joue le rôle d'un Ferengi.
À l'origine, le personnage de Uhura n'apparaissait pas. C'est le réalisateur Joseph Sargent qui avança l'idée que le vaisseau se devait d'avoir une opératrice noire. Il engagea alors Nichelle Nichols qu'il connaissait personnellement.

### Tournage
Le tournage eut lieu du 24 mai au 2 juin 1966 au studio de la compagnie Desilu sur Gower Street à Hollywood sous la direction de Joseph Sargent.
La chambre où se trouve Balok n'est que la salle de conférence de l'Enterprise, redécorée pour l'occasion Le tranya, la boisson préférée de Balok était en réalité un mélange de jus de raisin et de jus d’orange et avait un goût affreux selon les dire de Clint Howard et William Shatner .
Ne sachant pas comment se comporter face à l'image de Balok apparaissant sur les écrans, le réalisateur Joseph Sargent suggéra à Leonard Nimoy de dire la phrae « It's fascinating » (« c'est fascinant ») et le conseilla pour qu'il fasse adopter à son personnage un côté « enquêteur ». Cette direction sera celle prise par l'acteur sur le reste de la série. Un plan de George Takei, ébahi par ce qu'il vient de voir, sera réinséré dans d'autres épisodes afin de montrer l'effroi de l'équipage devant une potentielle menace.

### Post-production
À l'origine, l'épisode était prévu pour être diffusé au début de la saison mais l'ajout des effets spéciaux prit plus de temps que prévu. L'épisode fut décalé deux fois par rapport au planning prévu.

## Diffusions

### Diffusion aux États-Unis
L'épisode fut retransmis à la télévision pour la première fois le 10 novembre 1966 sur la chaîne américaine NBC en tant que dixième épisode de la première saison.

### Diffusion au Canada, Royaume-Uni et Québec
L'épisode fut diffusé au Royaume Uni le 16 décembre 1970 sur BBC One.
En version francophone, l'épisode fut diffusé au Québec en 1971. 

### Diffusion en France
En France, l'épisode est diffusé le 23 juillet 1986 lors de la rediffusion de l'intégrale de Star Trek sur La Cinq.

## Réception critique
En 1967, Fausses Manœuvres fut nommé au Hugo Award dans la catégorie « Meilleure présentation dramatique ».
Dans un classement pour le site Hollywood.com Christian Blauvelt place cet épisode à la 11e position sur les 79 épisodes de la série originelle. Pour le siteThe A.V. Club Zack Handlen donne à l'épisode la note de A trouvant que l'épisode est très cohérent avec l'univers de Star Trek, accrocheur et bien placé. De plus il dit aimer la note d'optimisme finale.
En 2010 lors de l'événement Rally to Restore Sanity and/or Fear, Jon Stewart fait référence à la menace d'user de la « corbomite » à l'intérieur de bouteilles d'eau afin d'illustrer la façon dont les médias crée la peur auprès du peuple,. Clint Howard a repris son rôle 40 ans plus tard dans une émission parodique de Comedy Central où William Shatner était invité.

## Novélisation
L'épisode fut novélisé sous forme d'une nouvelle par l'auteur James Blish dans le livre Star Trek 12 un recueil compilant différentes histoires de la série et sortit en 1977 aux éditions Bantham Books.

## Éditions commerciales
Aux États-Unis, l'épisode est disponible sous différents formats. En 1985, l'épisode est sorti en VHS et Betamax. L'épisode sortit en version remastérisée sous format DVD en 1999 et 2004. Il connut une remasterisation sortie le 9 décembre 2006 : L'Enterprise fut modélisé à nouveau ainsi que les plans du cube et du Fesarius. Il corrige aussi une erreur d'affichage avec le chronomètre de l'Enterprise. L'édition Blu-ray de la série fut diffusée en avril 2009.
En France, l'épisode fut disponible avec l'édition VHS de l'intégrale de la saison 1, sortie le 13 janvier 2000. L'édition DVD est sortie le 30 août 2004 et l'édition Blu-ray le 29 avril 2009.